# Андерсон, Ричард (актёр)
Ри́чард Но́рман А́ндерсон (англ. Richard Norman Anderson; 8 августа 1926[…], Лонг-Бранч, Нью-Джерси — 31 августа 2017[…], Беверли-Хиллз, Калифорния) — американский актёр кино и телевидения.

## Биография
Ричард Андерсон родился 8 августа 1926 года в Лонг-Бранч, штат Нью-Джерси, в семье Ольги (урождённая Лурье) и Гарри Андерсонов.

### Карьера
Первыми крупными работами Андерсона в кино стало участие в кинофантастике «Запретная планета» (1956) и военном фильме «Тропы славы» (1957), режиссёром которого стал Стэнли Кубрик. В 1958 году актёр сыграл роль возлюбленного Клары Уорнер (Джоан Вудворд) в картине «Долгое жаркое лето». В 1964 году Андерсон получил роль полковника Бена Мёрдока в фильме «Семь дней в мае» режиссёра Джона Франкенхаймера.
В 1960-х годах Андерсон снялся в двадцати трёх эпизодах телесериала «Перри Мейсон», в котором он исполнил роль лейтенанта полиции Стива Драмма. Его персонаж стал заменой лейтенанту Артуру Треггу, которого играл умерший в 1965 году Рэй Коллинз. Последующими работами актёра на телевидении стали телесериалы «Неприкасаемые», «Дилижанс на Западе», «Стрелок», «Зелёный шершень». С 1961 по 1962 год актёр был задействован в телевизионной драме «Автобусная остановка», в которой его партнёршей по съёмочной площадке была Мэрилин Максвелл.
Также Андерсон снялся в эпизодах сериалов «Гавайи 5.0», «Дымок из ствола», «Коломбо» и «Лодка любви». В 1985 году он сыграл роль убийцы в первом двухчасовом эпизоде телесериала «Перри Мейсон возвращается».
В 1990-х Андерсон был коммерческим представителем нефтяной компании «Shell Oil Company», а также появился в рекламе компании.
В 2007 году Ричард Андерсон был удостоен Золотой звезды на Аллее славы в Палм-Спрингс.

## Фильмография
| Год  |   | Название                         | Роль                          |
| ---- | - | -------------------------------- | ----------------------------- |
| 1947 | ф | «Жемчужина»                      | Имя персонажа не указано      |
| 1950 | ф | «Великолепный янки»              | Рейнольдс, секретарь          |
| 1950 | ф | «Её собственная жизнь»           | Имя персонажа не указано      |
| 1951 | ф | «Основания для брака»            | Томми                         |
| 1951 | ф | «Платёж по требованию»           | Джим Боланд                   |
| 1951 | ф | «Штормовое предупреждение»       | стажёр                        |
| 1951 | ф | «Поставить всё на карту»         | лейтенант                     |
| 1951 | ф | «Причина для тревоги»            | одинокий моряк                |
| 1951 | ф | «Без лишних вопросов»            | детектив Уолтер О'Баннион     |
| 1951 | ф | «Богатые, молодыве и красивые»   | Боб Леннарт                   |
| 1951 | ф | «Народ против О’Хары»            | Джефф Чепмен                  |
| 1951 | ф | «По широкой Миссури»             | Дик                           |
| 1951 | ф | «Неизвестный человек»            | Боб Мейсон                    |
| 1952 | ф | «Только в этот раз»              | Том Уинтерс                   |
| 1952 | ф | «Скарамуш»                       | Филипп де Валморин            |
| 1952 | ф | «Отпуск для грешников»           | Виктор Кардуччи               |
| 1952 | ф | «Бесстрашный Фаган»              | Имя персонажа не указано      |
| 1953 | ф | «Три истории любви»              | Марсель                       |
| 1953 | ф | «Я люблю Мэлвина»                | Гарри Флэк                    |
| 1953 | ф | «Идеальная жена»                 | Генри Мальвин                 |
| 1953 | ф | «Оставь девушку в покое»         | Бертон Брэдшоу                |
| 1953 | ф | «Побег из Форта Браво»           | лейтенант Бичер               |
| 1954 | ф | «Принц студент»                  | Лукас                         |
| 1954 | ф | «Преданные»                      | Джон                          |
| 1955 | ф | «Аврал на палубе»                | лейтенант Джексон             |
| 1955 | ф | «Это жизнь собаки»               | Джордж Окли                   |
| 1956 | ф | «Запретная планета»              | Куинн                         |
| 1956 | ф | «Крик в ночи»                    | Оуэн Кларк                    |
| 1956 | ф | «Поиск Брайди Мэрфи»             | доктор Диринг                 |
| 1956 | ф | «Трое храбрых мужчин»            | морской лейтенант Билл Хортон |
| 1957 | ф | «Тропы славы»                    | майор Сен-Обан                |
| 1957 | ф | «История Бастера Китона»         | Том Макаффи                   |
| 1958 | ф | «Долгое жаркое лето»             | Алан Стюарт                   |
| 1958 | ф | «Проклятие безликого человека»   | доктор Пол Маллон             |
| 1958 | ф | «Весёлый Эндрю»                  | Уго                           |
| 1959 | ф | «Насилие»                        | Макс Стайнер                  |
| 1959 | ф | «Перестрелка в Додж-Сити»        | Дэйв Рудабог                  |
| 1960 | ф | «Самый дурацкий корабль в армии» | лейтенант Дэннис М. Фостер    |
| 1963 | ф | «Скопление орлов»                | полковник Ральф Зостен        |
| 1963 | ф | «Джонни Кул»                     | корреспондент                 |
| 1964 | ф | «Семь дней в мае»                | полковник Мэрдок              |
| 1964 | ф | «Кошечка с хлыстом»              | Грант                         |
| 1966 | ф | «Вторые»                         | доктор Иннес                  |
| 1970 | ф | «Тора! Тора! Тора!»              | Имя персонажа не указано      |
| 1972 | ф | «Играй как по писаному»          | Лес Гудвин                    |
| 1994 | ф | «Стеклянный щит»                 | Шериф Месси                   |